# Panter (heraldika)

Znak Steyru se „štýrským panterem“

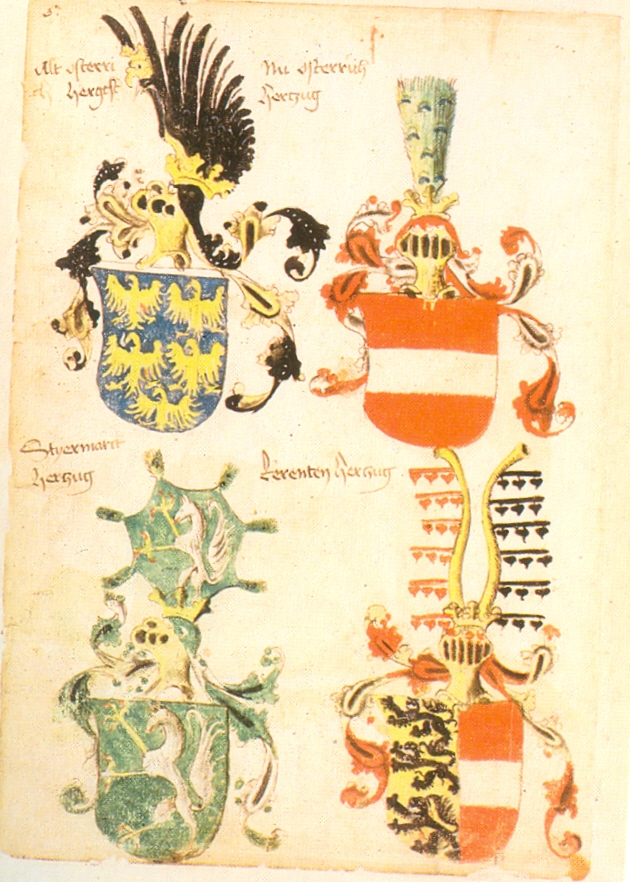
Znaky rakouských zemí včetně Štýrska v rukopisu 1459

Panter (též panther, ve starší literatuře i pantr) je heraldické zvíře patřící do kategorie bájných stvoření. Zobrazování není zcela ustálené, jako základní zobrazení je v pozici „ve skoku“ a zpravidla chrlí oheň z tlamy, tělo má zpravidla lví, nohy často zobrazeny jako spáry orlí (orličí), hlava je buď lví, koňská, případně tuří (i lví a koňské mohou mít rohy). Vedle chrlení ohně z tlamy, chrlí někdy oheň i z uší a všech tělních otvorů.
Panter je jako heraldické zvíře produktivní ve Štýrsku (stříbrný v zeleném poli – znak Štýrska a znak Štýrského Hradce), též v Bavorsku (např. modrý ve stříbrném poli – znak města Ingolstadtu).